# Paul Martin (réalisateur)
Pour les articles homonymes, voir Paul Martin (homonymie) et Martin.
Paul Martin, né le 8 février 1899 à Kolozsvár et mort le 26 janvier 1967 à Berlin, est un réalisateur allemand.

## Filmographie

### Cinéma
- 1932 : Le Vainqueur (Der Sieger), coréalisé avec Hans Hinrich
- 1932 : Un rêve blond (Ein blonder Traum)
- 1933 : Moi et l'impératrice (Ich und die Kaiserin)
- 1934 : Orient-Express, à partir du roman éponyme de Graham Greene
- 1935 : Roses noires  (Schwarze Rosen)
- 1936 : Laissez faire les femmes (Glückskinder), (version allemande des Gais Lurons)
- 1936 : Les Gais Lurons (Glückskinder), coréalisé avec Jacques Natanson (version française de Laissez faire les femmes)
- 1937 : Les Sept Gifles (Sieben Ohrfeigen)
- 1937 : Fanny Elssler (de) (Fanny Elßler)
- 1938 : L'Entraîneuse (Herzdame)
- 1938 : La Suite au prochain numéro (Fortsetzung folgt)
- 1939 : Ménage moderne (de) (Frau am Steuer)
- 1939 : Le Chant du désert (Das Lied der Wüste)
- 1941 : Coup de foudre (en) (Was will Brigitte?)
- 1941 : Jenny détective (Jenny und der Herr im Frack)
- 1943 : Le Masque bleu (de) (Maske in Blau)
- 1943 : Ma chérie (de) (Geliebter Schatz)
- 1943 : Carnaval d'amour (de) (Karneval der Liebe)
- 1950 : Frühlingsromanze (de) ou Die Sehnsucht des Herzens
- 1951 : Rêves mortels (Die tödlichen Träume)
- 1951 : Les Femmes de Monsieur S (de) (Die Frauen des Herrn S.)
- 1952 : Wenn abends die Heide träumt (de)
- 1952 : La Mère et l'Enfant (de) (Mein Herz darfst Du nicht fragen)
- 1953 : La vie commence à dix-sept ans (de) (Mit siebzehn beginnt das Leben)
- 1953 : Une secrétaire à la page (de) (Die Privatsekretärin)
- 1953 : Rote Rosen, rote Lippen, roter Wein
- 1954 : Ma sœur et moi (de) (Meine Schwester und ich)
- 1954 : Nous irons à Hambourg (de) (Große Star-Parade)
- 1955 : Amour, danse et mille refrains (Liebe, Tanz und 1000 Schlager)
- 1955 : Bal au Savoy (Ball im Savoy)
- 1956 : Le Bain dans la grange (de) (Das Bad auf der Tenne)
- 1956 : La Reine du music-hall (Du bist Musik)
- 1957 : Ma jolie maman (de) (Meine schöne Mama)
- 1957 : Ainsi sont les hommes (Wenn Frauen schwindeln)
- 1958 : Les Yeux noirs (de) (Petersburger Nächte)
- 1959 : La Paloma (de)
- 1959 : Tu es formidable (Du bist wunderbar)
- 1960 : Marina
- 1960 : N'épouse pas une idiote (de) (Ich zähle täglich meine Sorgen)
- 1960 : O sole mio (de)
- 1961 : Adieu, Lebewohl, Goodbye
- 1961 : Ramona
- 1962 : Nuit de noces au paradis (Hochzeitsnacht im Paradies)
- 1964 : Les Chercheurs d'or de l'Arkansas (Die Goldsucher von Arkansas) [1]
- 1965 : Diamond Walkers (de) (Jagd auf blaue Diamanten)
- 1966 : Comte Bobby, la terreur du Far West (de) (Graf Bobby, der Schrecken des Wilden Westens)

### Télévision
- 1966 : Paris ist eine Reise wert (téléfilm)